# Бути, Лукреция
Лукреция Бути (итал. Lucrezia Buti; 1433 или 1435, Флоренция — после 1488 года) — итальянская монахиня, натурщица и возлюбленная художника Фра Филиппо Липпи, мать художника Филиппино Липпи.

## Биография
Лукреция Бути родилась во Флоренции в 1435 году в семье купца, флорентийского торговца шелком и шерстью Франческо Бути и его жены Катерины Чакки, у которого было 12 детей. Он умер в конце 1450 года в 78-летнем возрасте.
Вместе со своей сестрой Спинеттой, она была помещена в 1451 году своим сводным братом Антонио в качестве послушницы в женский августинский монастырь Святой Маргариты в тосканском городе Прато. Антонио заплатил требуемую плату в 50 флоринов за каждую из сестер.

### Рассказ Вазари
Основным источником информации о ней является эпизод в биографии Филиппо Липпи, рассказанный Вазари в его «Жизнеописания наиболее знаменитых живописцев, ваятелей и зодчих». Однако, как пишет искусствовед, «истинные события, касающиеся похищения Липпи монахини Лукреции Бути, вероятно, никогда не будут выяснены, однако легенда такова…». Советский редактор при комментировании главы Вазари о Липпи прямо пишет, что «в биографии Вазари много неточностей (в истории похищения Лукреции) и легендарных подробностей (пленение маврами)». Исследователь женских персонажей в тексте Вазари отмечает, что если историю любви Андреа дель Сарто и его жены Лукреции дель Феде писатель мог наблюдать непосредственно, будучи учеником дель Сарто, то история Липпи и Бути имела больше звеньев передачи: например, от их сына Филиппино Липпи к его ученику Рафаэллино дель Гарбо, от него — к его ученику Аньоло Бронзино, от которого уже к Вазари. В тексте Вазари есть некоторые неточности, в частности, он упоминает большое горе отца Лукреции, который к тому времени давно скончался. Историю про пленение пиратами и любвеобильность Филиппо Липпи Вазари мог взять в новелле LVIII из сборника Маттео Банделло, посвященной этому художнику. В XIX веке Кроу и Кавалькасель утверждали, что легенда основана на единственном свидетельстве Вазари и что «обстоятельства имеют тенденцию порождать значительные сомнения в правдивости Вазари». Позже Гаэтано Миланези, автор академических комментариев к Вазари, подробно разобрал версию Вазари и дополнил её некоторой информацией о семье Бути.
Итак, согласно легендированному рассказу Вазари, в монастыре святой Маргариты монахиня Лукреция Бути познакомилась с художником и монахом-кармелитом фра Филиппо Липпи. Ему в 1456 году аббатисой обители Бартоломмеа де Бовакьези было поручено написать образ для главного монастырского алтаря «Мадонна делла Чинтола». Установлено, что в начале 1456 года он начал служить в этом монастыре капелланом.
К этому времени Липпи жил и работал в Прато, где у него была родня, уже четыре года (в 1452 году он начал расписывать собор), и некоторые предполагают, что он обратил внимание на Лукрецию ещё до заказа данной картины: есть версия, что она была моделью тондо «Мадонна Питти» ("Тондо Бартолини"), которое более раннее, чем заказ аббатиссы.

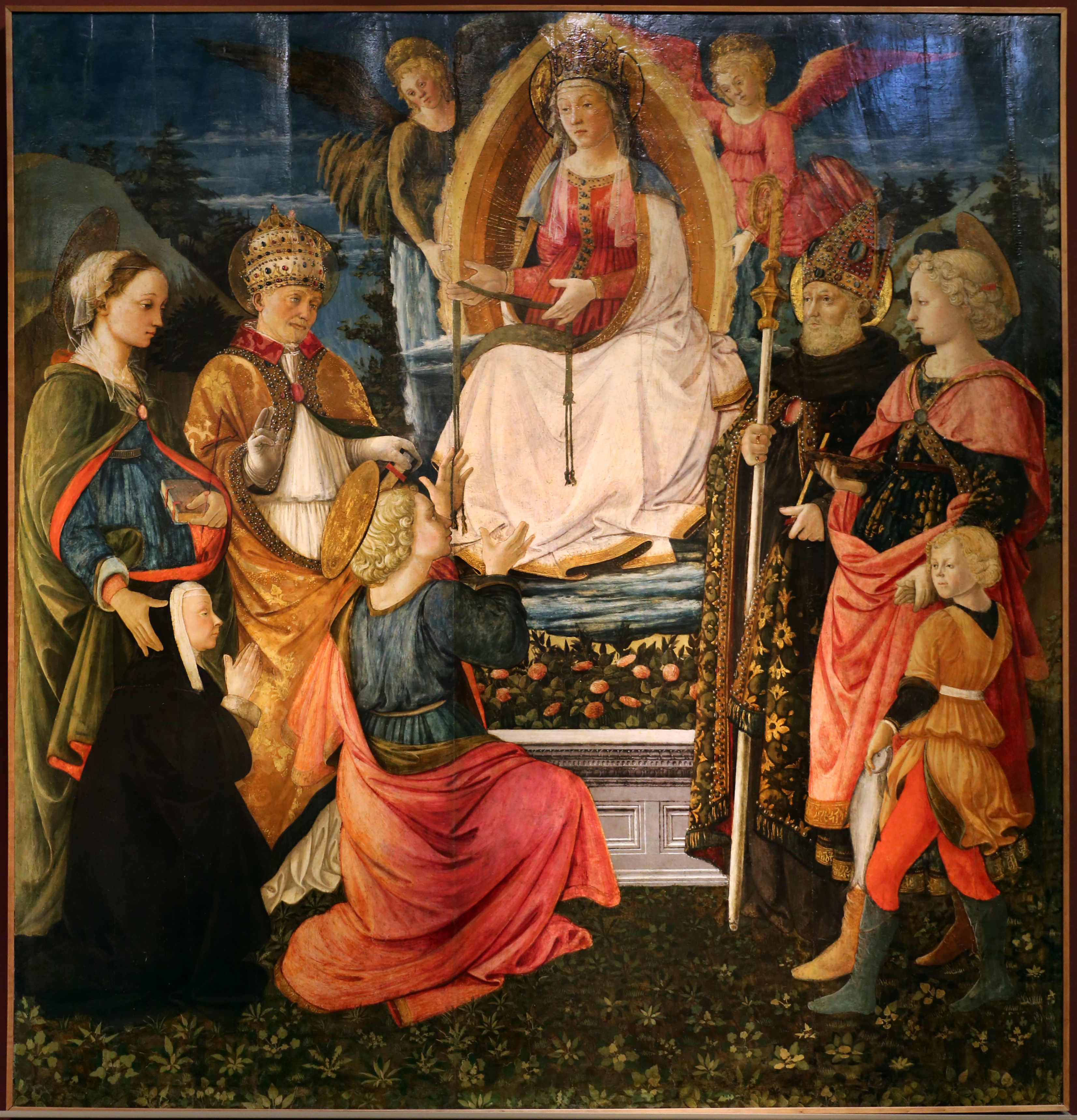
Фра Филиппо Липпи и фра Диаманте. Мадонна делла Чинтола. 1456—1466.

По легенде, Липпи попросил у аббатисы натурщицу для позирования Мадонны в этом алтарном образе, ею и стала Бути (предположительно с неё в итоге написана святая Маргарита). Он влюбился во время её позирований и добился её благосклонности.
Писатель пытается смягчить вину Липпи, говоря, что девушка «была туда отправлена не то на воспитание, не то в монахини», то есть подразумевая, что она могла быть просто воспитанницей, а не «настоящей» монахиней, однако сохранившийся церковный документ подтверждает, что обе сестры были монахинями с правом голосовать в капитуле, а также певицами в церковном хоре.
Липпи вызвал большой скандал 1 мая 1456 года, воспользовавшись главным городским праздником — перенесением пояса Богоматери, когда он увел Лукрецию из монастыря (или даже из процессии) в свой дом около Порта Сан Джованни близ Пьяцца Меркатале. Несмотря на попытки заставить её вернуться в монастырь, Бути осталась в доме Липпи, подытоживает Вазари. Миланези пишет, что дом стоял напротив монастыря.

### Жизнь после бегства
Вскоре (как известно из других документов) её сестра и три других монахини монастыря (Piera di Vanni Sensi, Simona di Michele Lottieri, Brigida d' Antonio Peruzzi; всего их было там 8) последовали за ней в этот дом, как пишет исследователь про этот массовый побег: «возможно, этот сценарий был актом восстания, борьбы за свободу в той же степени, что романтическая история о запретной любви монахини и монаха». Любопытно, что место капеллана монастыря Липпи после этого не потерял. 12 дней спустя после этого коммунальный совет магистратов удовлетворил прошение Джованни Медичи о том, чтобы освободить Липпи от обязанностей исполнять службу в приходе на время, достаточное для того, чтобы написать «Мадонну». Работы Липпи над росписями собора Прато также не прерывались, вероятно, до февраля 1457 года.
С конца февраля 1457 г. по февраль 1458 г. Липпи находился во Флоренции, чтобы выполнить важный заказ для Медичи. В 1457 году (предположительно зимой 1457/1458 года) Бути родила Липпи сына Филиппино, также ставшего известным живописцем. С февраля 1458 года Липпи снова в Прато, возобновив свои росписи собора, которые продолжались до 1465 года, став самым дорогим по денежным затратам фресковым циклом Италии своего времени.
В конце 1458 года Лукреция по каким-то причинам решила вернуться в монастырь, остальные беглянки последовали её примеру. Им пришлось выдержать годовой испытательный срок. И 23 декабря 1459 года Лукреция, её сестра и три другие девушки возобновили свои монашеские обеты в монастыре на торжественной церемонии в присутствии важных лиц, о чём сохранился соответствующий документ. Исследователь Эдвард Штрутт предполагает, что повторное принятие Лукрецией обетов было вынуждено финансовой необходимостью.
Но в итоге Лукреция покинула монастырь опять, уже навсегда и снова переехала в дом художника. Возможно, второй раз она покинула монастырь перед рождением второго ребёнка — в 1465 году дочери Алессандры или раньше. 8 мая 1461 года анонимный донос (tamburazione) обвинил фра Филиппо Липпи в том, что он является отцом мальчика по имени Филиппино от монахини обители Св. Маргариты, причем в качестве матери названа не Лукреция, а её сестра Спинетта. Донос также был направлен против его поверенного Пьеро д’Антонио Рокки, нотариуса из Прато, прокуратора монастыря, которого также обвиняли в связи с монашкой, родившей два месяца назад ребёнка. Исследователь предполагает, что именно этому доносу предшествовало второй исход Лукреции из монастыря. Этот донос повлек расследование, и Липпи наконец лишили должности капеллана в этом монастыре, а также, видимо, прихода в Сан-Квирико — то есть фиксированного дохода от этих мест. Также ему было запрещено входить в этот монастырь. Из текста доноса не ясно, где живёт мать ребёнка.
Вазари пишет, что благодаря покровительству Козимо Медичи в 1465 году (или в 1461) пара получила разрешение на брак от папы римского. Встречается утверждение, что, согласно Вазари, Липпи отказался жениться на Бути, однако точнее цитата звучит так: «Смерть его оплакивали многочисленные друзья и в особенности Козимо деи Медичи и папа Евгений, который при жизни его хотел снять с него духовный сан, чтобы он мог взять Лукрецию ди Франческо Бути в законные жены, о чём Филиппо нисколько не заботился, так как ему хотелось располагать собой и своими склонностями так, как вздумается» (папа Евгений к этому времени уже скончался, и по датам разрешение должен был дать Пий II). Известно, что Липпи, знаменитый своими любовными связями, продолжал называться и изображать себя кармелитским монахом до своей смерти в 1469 году. По словам исследователя биографии Лукреции, достоверно неизвестно, были ли Липпи и Лукреция женаты согласно закону. Никаких документальных свидетельств папского разрешения на их разрешение от обетов и на брак не обнаружено.
В 1467 году Липпи переехал ради работы в Сполето, не ясно, переехала ли семья с ним. Там же он через два года скончался. Существует предположение, что Лукреция умерла прежде Филиппо, то есть до 1469 года, однако оно опровергается существованием завещания её сына Филиппино от 1488 года, в котором он оставляет своей матери Лукреции Бути дом во Флоренции. В этом завещании, как подчеркивает исследователь, Лукреция упоминается как domina («госпожа» или «любовница»), а не «жена» или «вдова».

## В искусстве

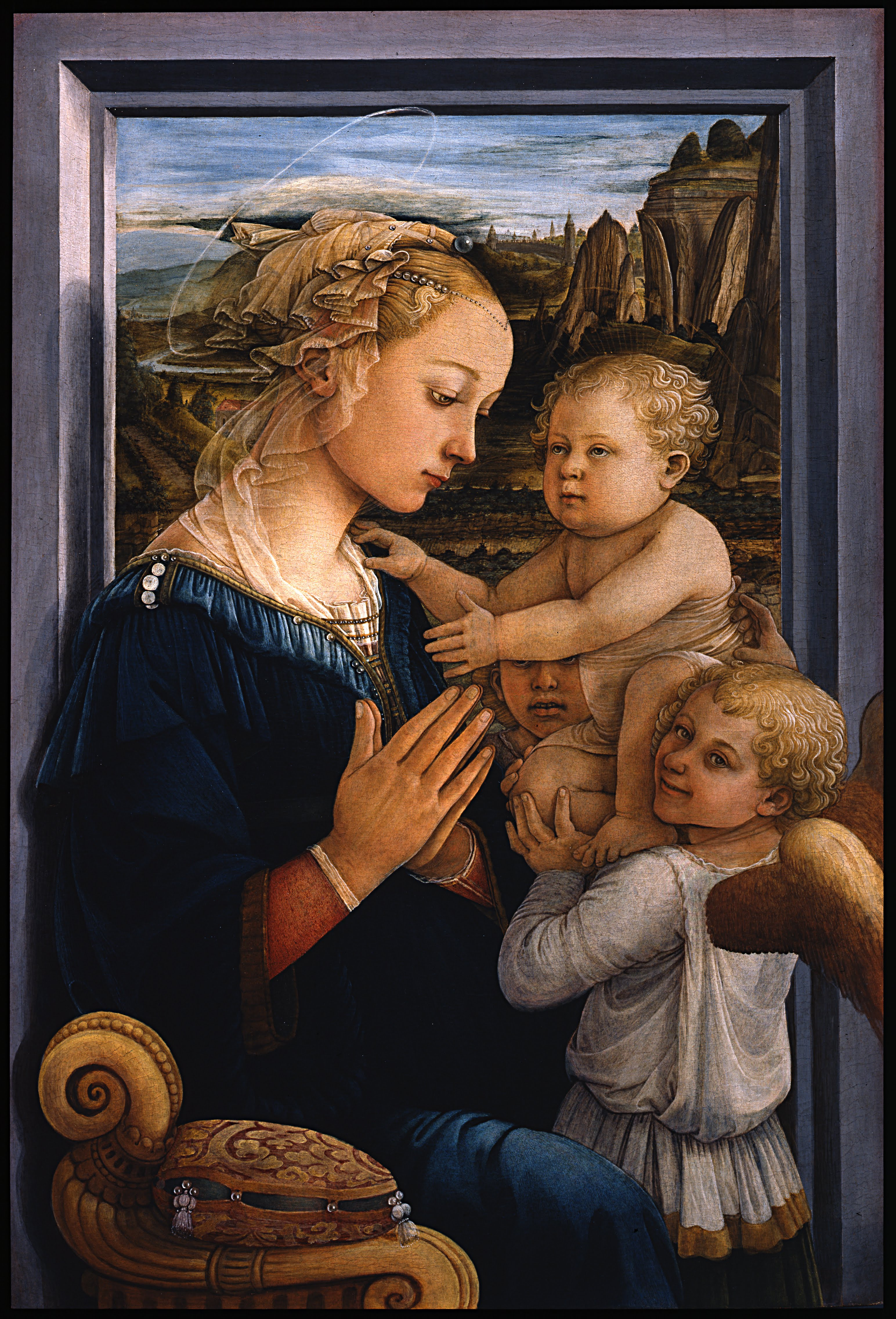
Филиппо Липпи, Мадонна с младенцем (картина Липпи), ок. 1450—1465, Галерея Уффици (Флоренция), предположительно изображение Лукреции Бути

Лукреция традиционно считается моделью, послужившей для картин Липпи «Мадонны с младенцем и двумя ангелами» (т. н. Lippina) (ок. 1455, Уффици), «Мадонны с младенцем и историей св. Анны» (ок. 1452, Палаццо Питти), во фресках — фигуры Саломеи в его цикле «Истории святого Стефана и святого Иоанна Крестителя» в кафедральном соборе Прато и святой Маргариты в Палаццо Коммунале де Прато.
Нежные черты и прекрасные краски облика Лукреции для творчества Липпи являются почти архетипичными, также они возможно повлияли на идеал прекрасного его ученика — Боттичелли.
Тема ухаживания художника за монахиней пользовалась большой популярностью в исторической живописи XIX века, в том числе у Поля Делароша.
Помимо Вазари, на сложение легенды об этой любви повлиял Роберт Браунинг в своем «Men and Women». Произведение Il secondo amante di Lucrezia Buti написал в 1904 году Габриэле д’Аннунцио, это автобиографический текст о его юности в Прато. Мексиканский поэт Висенте Кирарте (Vicente Quirarte) написал цикл стихотворений, адресованных Лукреции от лица Филиппо — «Fra Filippo Lippi: cancionero de Lucrezia Buti».